# جورج ستيفنز (سياسي أمريكي)
جورج ستيفنز (بالإنجليزية: George Stevens)‏ هو سياسي أمريكي، ولد في 22 أبريل 1803 في الولايات المتحدة، وتوفي في 15 أغسطس 1894.